# Seekreis (Baden 1832 bis 1864)

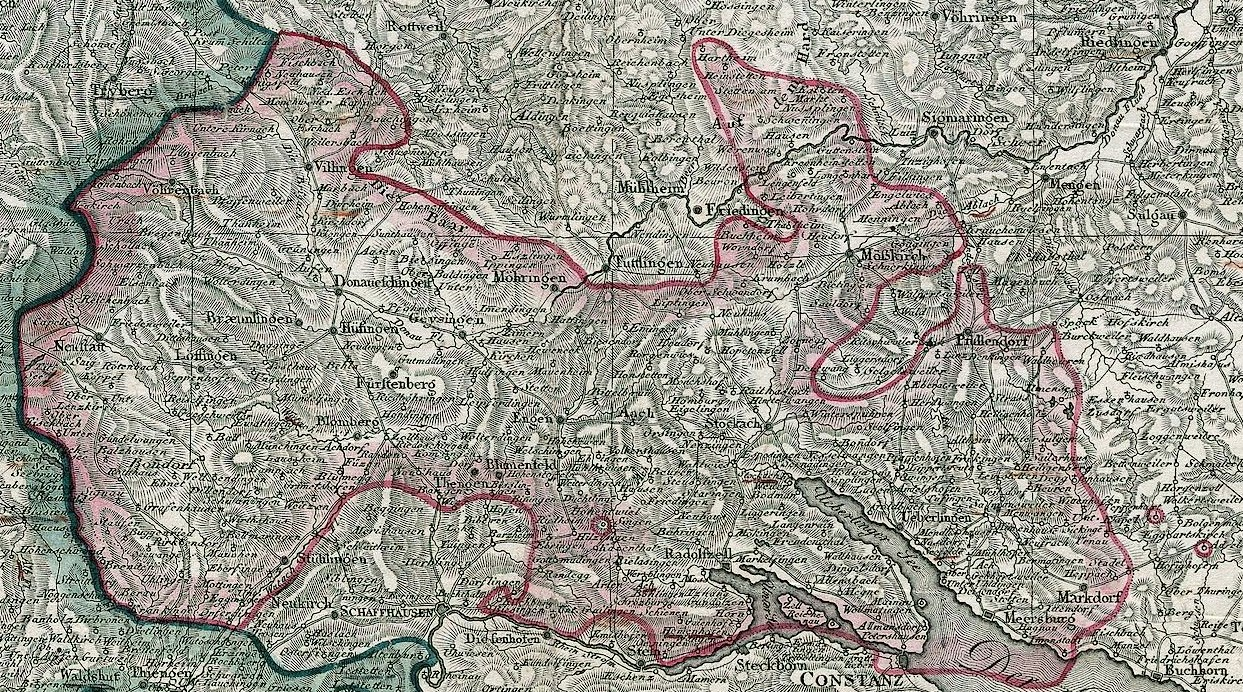
Karte des Seekreises

Der Seekreis war eine von 1832 bis 1864 existierende Mittelinstanz der Staatsverwaltung des Großherzogtums Baden.

## Geschichte
Zum 1. Mai 1832 wurden die bisherigen sechs Kreise aufgelöst und zur Kosteneinsparung durch vier neu gegründete Kreise ersetzt. Die Behörde hieß zudem nun nicht mehr Kreisdirektion, sondern Kreisregierung. Aus dem Dreisamkreis und Teilen des bisherigen Kinzigkreises wurde der neue Ober-Rheinkreis mit dem Sitz in Freiburg gebildet.
Jeder der Kreise erhielt eine Kreisregierung, der ein Regierungs-Direktor vorstand. Zur Kreisregierung gehörten ferner Regierungs-Räte und Regierungs-Assessoren. Die Kreisregierung des Oberrheinkreises war 1834 z. B. mit insgesamt 22 Stellen ausgestattet.
Die Kreisregierungen waren für alle zur Staatsverwaltung gehörigen Sachgebiete verantwortlich: Aufsicht über die Ämter (Bezirksämter), Aufsicht über den größten Teil der Lokal- und Bezirksstiftungen, Indigenatserteilung (Heimatrecht), Gewerbekonzessionen, Dienst- und Strafpolizei und andere.
Mit dem Gesetz, die Organisation der innern Verwaltung betreffend vom 5. Oktober 1863, wirksam zum 1. Oktober 1864, wurden die vier alten Kreise aufgelöst und damit die mittlere Verwaltungsebene abgeschafft.
An die Stelle der Mittelinstanzen traten Landeskommissärbezirke als reine Aufsichtsorgane. Das Gebiet des ehemaligen Seekreises wurde dem Landeskommissärbezirk Konstanz zugeordnet.

## Die badischen Kreise im Vergleich
Auszug aus dem Hof- und Staats-Handbuch des Großherzogthums Baden. 1834 mit den Eckdaten der Kreise (Fläche in geographischen Quadratmeilen; Anzahl der Bezirksämter; Anzahl der Gemeinden; Einwohner (Seelenzahl), davon evangelisch, katholisch, mennonitisch, israelitisch); eine geographische Quadratmeile entsprach 55,06 Quadratkilometern (7,420439 km × 7,420439 km).
Der Seekreis war flächenmäßig (3028 km²) und im Hinblick auf die Einwohnerzahl der kleinste der badischen Kreise.
Die Fläche entsprach etwa 30,4 % der Fläche des späteren Regierungsbezirks Südbaden.
Da die früher vorderösterreichische Landgrafschaft Nellenburg und große Teile des früheren ebenfalls katholischen Fürstentums Fürstenberg weitgehend zum Kreis gehörten, waren etwa 96 % der Bevölkerung Katholiken.

## Gebiet des Seekreises
Der Seekreis war 1832 der einzige bisherige Kreis der in Umfang und Bestand unverändert blieb.
Sitz der Kreisregierung war Konstanz.
Zum Kreis gehörten 19 Bezirksämter mit 377 Gemeinden:
1. Amt Blumenfeld
2. Amt Bonndorf
3. Amt Bräunlingen
4. Amt Konstanz
5. Amt Engen
6. Amt Heiligenberg
7. Amt Hüfingen
8. Amt Meersburg
9. Amt Möhringen
10. Amt Meßkirch
11. Amt Neustadt
12. Amt Pfullendorf
13. Amt Radolfzell
14. Amt Salem
15. Amt Stetten am kalten Markt
16. Amt Stockach
17. Amt Stühlingen
18. Amt Überlingen
19. Amt Villingen

## Regierungsdirektoren
- 1832–1839: Friedrich Rettig
- 1839–1841 Joseph Ernst von Sensburg
- 1841–1844 Josef Karl Kern
- 1844–1848 Georg von Vogel
- 1848 Joseph Ignatz Peter[8]
- 1848–1864 Johann Nepomuk Fromherz